# Championnats du monde d'haltérophilie 2003
Navigation
Édition précédente Édition suivante
Les Championnats du monde d'haltérophilie 2003 ont lieu à Vancouver au Canada du 14 novembre 2003 au 17 novembre 2003.

## Résultats

### Hommes
| Catégorie   | Or                              | Or       | Argent                        | Argent   | Bronze                             | Bronze   |
| 56 kg       | 56 kg                           | 56 kg    | 56 kg                         | 56 kg    | 56 kg                              | 56 kg    |
| ----------- | ------------------------------- | -------- | ----------------------------- | -------- | ---------------------------------- | -------- |
| Arraché     | Wu Meijin Chine                 | 127.5 kg | Sedat Artuç Turquie           | 125.0 kg | Lu Jinbi Chine                     | 125.0 kg |
| Épaulé-Jeté | Wu Meijin Chine                 | 160.0 kg | Wang Shin-yuan Taipei chinois | 155.0 kg | Adrian Jigău Roumanie              | 155.0 kg |
| Total       | Wu Meijin Chine                 | 287.5 kg | Adrian Jigău Roumanie         | 277.5 kg | Sedat Artuç Turquie                | 277.5 kg |
| 62 kg       |                                 |          |                               |          |                                    |          |
| Arraché     | Halil Mutlu Turquie             | 147.5 kg | Shi Zhiyong Chine             | 147.5 kg | Le Maosheng Chine                  | 135.0 kg |
| Épaulé-Jeté | Halil Mutlu Turquie             | 175.0 kg | Shi Zhiyong Chine             | 170.0 kg | Le Maosheng Chine                  | 170.0 kg |
| Total       | Halil Mutlu Turquie             | 322.5 kg | Shi Zhiyong Chine             | 317.5 kg | Le Maosheng Chine                  | 305.0 kg |
| 69 kg       |                                 |          |                               |          |                                    |          |
| Arraché     | Zhang Guozheng Chine            | 152.5 kg | Arkadiusz Smółka Pologne      | 152.5 kg | Lee Bae-young Corée du Sud         | 150.0 kg |
| Épaulé-Jeté | Zhang Guozheng Chine            | 192.5 kg | Lee Bae-young Corée du Sud    | 190.0 kg | Afgan Bayramov Azerbaïdjan         | 180.0 kg |
| Total       | Zhang Guozheng Chine            | 345.0 kg | Lee Bae-young Corée du Sud    | 340.0 kg | Turan Mirzayev Azerbaïdjan         | 327.5 kg |
| 77 kg       |                                 |          |                               |          |                                    |          |
| Arraché     | Li Hongli Chine                 | 162.5 kg | Vyacheslav Yershov Russie     | 162.5 kg | Reyhan Arabacıoğlu Turquie         | 160.0 kg |
| Épaulé-Jeté | Mohammad Ali Falahatinejad Iran | 202.5 kg | Mehmet Yılmaz Turquie         | 195.0 kg | Reyhan Arabacıoğlu Turquie         | 195.0 kg |
| Total       | Mohammad Ali Falahatinejad Iran | 357.5 kg | Reyhan Arabacıoğlu Turquie    | 355.0 kg | Li Hongli Chine                    | 352.5 kg |
| 85 kg       |                                 |          |                               |          |                                    |          |
| Arraché     | Sergo Chakhoyan Australie       | 172.5 kg | Erdal Sunar Turquie           | 172.5 kg | Aliaksandr Anishchanka Biélorussie | 172.5 kg |
| Épaulé-Jeté | Valeriu Calancea Roumanie       | 215.0 kg | Yuan Aijun Chine              | 212.5 kg | Sergo Chakhoyan Australie          | 205.0 kg |
| Total       | Valeriu Calancea Roumanie       | 382.5 kg | Yuan Aijun Chine              | 382.5 kg | Sergo Chakhoyan Australie          | 377.5 kg |
| 94 kg       |                                 |          |                               |          |                                    |          |
| Arraché     | Milen Dobrev Bulgarie           | 185.0 kg | Aleksey Petrov Russie         | 185.0 kg | Pavel Harkavy Biélorussie          | 182.5 kg |
| Épaulé-Jeté | Vadim Vacarciuc Moldavie        | 222.5 kg | Milen Dobrev Bulgarie         | 220.0 kg | Hakan Yılmaz Turquie               | 220.0 kg |
| Total       | Milen Dobrev Bulgarie           | 405.0 kg | Hakan Yılmaz Turquie          | 400.0 kg | Vadim Vacarciuc Moldavie           | 400.0 kg |
| 105 kg      |                                 |          |                               |          |                                    |          |
| Arraché     | Vladimir Smorchkov Russie       | 195.0 kg | Said Saif Asaad Qatar         | 195.0 kg | Denys Hotfrid Ukraine              | 192.5 kg |
| Épaulé-Jeté | Alan Tsagaev Bulgarie           | 235.0 kg | Bünyamin Sudaş Turquie        | 230.0 kg | Gleb Pisarevskiy Russie            | 227.5 kg |
| Total       | Said Saif Asaad Qatar           | 422.5 kg | Vladimir Smorchkov Russie     | 417.5 kg | Bünyamin Sudaş Turquie             | 415.0 kg |
| +105 kg     |                                 |          |                               |          |                                    |          |
| Arraché     | Jaber Saeed Salem Qatar         | 210.0 kg | Hossein Reza Zadeh Iran       | 207.5 kg | Evgeny Chigishev Russie            | 205.0 kg |
| Épaulé-Jeté | Hossein Reza Zadeh Iran         | 250.0 kg | Viktors Ščerbatihs Lettonie   | 245.0 kg | Velichko Cholakov Bulgarie         | 242.5 kg |
| Total       | Hossein Reza Zadeh Iran         | 457.5 kg | Velichko Cholakov Bulgarie    | 447.5 kg | Viktors Ščerbatihs Lettonie        | 445.0 kg |

### Femmes
| Catégorie   | Or                           | Or       | Argent                          | Argent   | Bronze                       | Bronze   |
| 48 kg       | 48 kg                        | 48 kg    | 48 kg                           | 48 kg    | 48 kg                        | 48 kg    |
| ----------- | ---------------------------- | -------- | ------------------------------- | -------- | ---------------------------- | -------- |
| Arraché     | Wang Mingjuan Chine          | 90.0 kg  | Izabela Dragneva Bulgarie       | 85.0 kg  | Nurcan Taylan Turquie        | 85.0 kg  |
| Épaulé-Jeté | Wang Mingjuan Chine          | 110.0 kg | Aree Wiratthaworn Thaïlande     | 107.5 kg | Rosmainar Indonésie          | 105.0 kg |
| Total       | Wang Mingjuan Chine          | 200.0 kg | Aree Wiratthaworn Thaïlande     | 190.0 kg | Nurcan Taylan Turquie        | 187.5 kg |
| 53 kg       |                              |          |                                 |          |                              |          |
| Arraché     | Udomporn Polsak Thaïlande    | 100.0 kg | Junpim Kuntatean Thaïlande      | 97.5 kg  | Ri Song-hui Corée du Nord    | 95.0 kg  |
| Épaulé-Jeté | Ri Song-hui Corée du Nord    | 127.5 kg | Udomporn Polsak Thaïlande       | 122.5 kg | Junpim Kuntatean Thaïlande   | 120.0 kg |
| Total       | Udomporn Polsak Thaïlande    | 222.5 kg | Ri Song-hui Corée du Nord       | 222.5 kg | Junpim Kuntatean Thaïlande   | 217.5 kg |
| 58 kg       |                              |          |                                 |          |                              |          |
| Arraché     | Sun Caiyan Chine             | 100.0 kg | Patmawati Abdul Hamid Indonésie | 97.5 kg  | Alexandra Escobar Équateur   | 92.5 kg  |
| Épaulé-Jeté | Sun Caiyan Chine             | 125.0 kg | Patmawati Abdul Hamid Indonésie | 120.0 kg | Maryse Turcotte Canada       | 120.0 kg |
| Total       | Sun Caiyan Chine             | 225.0 kg | Patmawati Abdul Hamid Indonésie | 217.5 kg | Aylin Daşdelen Turquie       | 210.0 kg |
| 63 kg       |                              |          |                                 |          |                              |          |
| Arraché     | Hanna Batsiushka Biélorussie | 113.5 kg | Nataliya Skakun Ukraine         | 110.0 kg | Liu Xia Chine                | 107.5 kg |
| Épaulé-Jeté | Nataliya Skakun Ukraine      | 138.0 kg | Liu Xia Chine                   | 137.5 kg | Xiong Meiying Chine          | 135.0 kg |
| Total       | Nataliya Skakun Ukraine      | 247.5 kg | Liu Xia Chine                   | 245.0 kg | Hanna Batsiushka Biélorussie | 240.0 kg |
| 69 kg       |                              |          |                                 |          |                              |          |
| Arraché     | Liu Chunhong Chine           | 120.0 kg | Valentina Popova Russie         | 117.5 kg | Eszter Krutzler Hongrie      | 117.5 kg |
| Épaulé-Jeté | Liu Chunhong Chine           | 150.0 kg | Eszter Krutzler Hongrie         | 145.0 kg | Valentina Popova Russie      | 140.0 kg |
| Total       | Liu Chunhong Chine           | 270.0 kg | Eszter Krutzler Hongrie         | 262.5 kg | Valentina Popova Russie      | 257.5 kg |
| 75 kg       |                              |          |                                 |          |                              |          |
| Arraché     | Nahla Ramadan Égypte         | 117.5 kg | Şule Şahbaz Turquie             | 115.0 kg | Rumyana Petkova Bulgarie     | 112.5 kg |
| Épaulé-Jeté | Nahla Ramadan Égypte         | 145.0 kg | Slaveyka Ruzhinska Bulgarie     | 140.0 kg | Nadiya Shamanska Ukraine     | 135.0 kg |
| Total       | Nahla Ramadan Égypte         | 262.5 kg | Slaveyka Ruzhinska Bulgarie     | 252.5 kg | Şule Şahbaz Turquie          | 242.5 kg |
| +75 kg      |                              |          |                                 |          |                              |          |
| Arraché     | Ding Meiyuan Chine           | 137.5 kg | Albina Khomich Russie           | 130.0 kg | Olha Korobka Ukraine         | 125.0 kg |
| Épaulé-Jeté | Ding Meiyuan Chine           | 162.5 kg | Albina Khomich Russie           | 160.0 kg | Jang Mi-ran Corée du Sud     | 157.5 kg |
| Total       | Ding Meiyuan Chine           | 300.0 kg | Albina Khomich Russie           | 290.0 kg | Olha Korobka Ukraine         | 277.5 kg |

## Tableau des médailles
| Rang  | Nation        | Or | Argent | Bronze | Total |
| ----- | ------------- | -- | ------ | ------ | ----- |
| 1     | Chine         | 6  | 3      | 2      | 11    |
| 2     | Iran          | 2  | 0      | 0      | 2     |
| 3     | Turquie       | 1  | 2      | 5      | 8     |
| 4     | Bulgarie      | 1  | 2      | 0      | 3     |
| 5     | Thaïlande     | 1  | 1      | 1      | 3     |
| 6     | Roumanie      | 1  | 1      | 0      | 2     |
| 7     | Ukraine       | 1  | 0      | 1      | 2     |
| 8     | Égypte        | 1  | 0      | 0      | 1     |
| 8     | Qatar         | 1  | 0      | 0      | 1     |
| 10    | Russie        | 0  | 2      | 1      | 3     |
| 11    | Hongrie       | 0  | 1      | 0      | 1     |
| 11    | Indonésie     | 0  | 1      | 0      | 1     |
| 11    | Corée du Nord | 0  | 1      | 0      | 1     |
| 11    | Corée du Sud  | 0  | 1      | 0      | 1     |
| 15    | Australie     | 0  | 0      | 1      | 1     |
| 15    | Azerbaïdjan   | 0  | 0      | 1      | 1     |
| 15    | Biélorussie   | 0  | 0      | 1      | 1     |
| 15    | Lettonie      | 0  | 0      | 1      | 1     |
| 15    | Moldavie      | 0  | 0      | 1      | 1     |
| Total | Total         | 15 | 15     | 15     | 45    |

| Rang  | Nation         | Or | Argent | Bronze | Total |
| ----- | -------------- | -- | ------ | ------ | ----- |
| 1     | Chine          | 19 | 7      | 7      | 33    |
| 2     | Iran           | 4  | 1      | 0      | 5     |
| 3     | Turquie        | 3  | 7      | 9      | 19    |
| 4     | Bulgarie       | 3  | 5      | 2      | 10    |
| 5     | Égypte         | 3  | 0      | 0      | 3     |
| 6     | Thaïlande      | 2  | 4      | 2      | 8     |
| 7     | Ukraine        | 2  | 1      | 4      | 7     |
| 8     | Roumanie       | 2  | 1      | 1      | 4     |
| 9     | Qatar          | 2  | 1      | 0      | 3     |
| 10    | Russie         | 1  | 7      | 4      | 12    |
| 11    | Corée du Nord  | 1  | 1      | 1      | 3     |
| 12    | Biélorussie    | 1  | 0      | 3      | 4     |
| 13    | Australie      | 1  | 0      | 2      | 3     |
| 14    | Moldavie       | 1  | 0      | 1      | 2     |
| 15    | Indonésie      | 0  | 3      | 1      | 4     |
| 16    | Corée du Sud   | 0  | 2      | 2      | 4     |
| 17    | Hongrie        | 0  | 2      | 1      | 3     |
| 18    | Lettonie       | 0  | 1      | 1      | 2     |
| 19    | Taipei chinois | 0  | 1      | 0      | 1     |
| 19    | Pologne        | 0  | 1      | 0      | 1     |
| 21    | Azerbaïdjan    | 0  | 0      | 2      | 2     |
| 22    | Canada         | 0  | 0      | 1      | 1     |
| 22    | Équateur       | 0  | 0      | 1      | 1     |
| Total | Total          | 45 | 45     | 45     | 135   |

## Classement par équipes
| Rang | Équipe   | Points |
| ---- | -------- | ------ |
| 1    | Chine    | 541    |
| 2    | Turquie  | 509    |
| 3    | Russie   | 395    |
| 4    | Bulgarie | 378    |
| 5    | Roumanie | 362    |
| 6    | Iran     | 361    |

| Rang | Équipe    | Points |
| ---- | --------- | ------ |
| 1    | Chine     | 474    |
| 2    | Thaïlande | 425    |
| 3    | Bulgarie  | 418    |
| 4    | Russie    | 398    |
| 5    | Ukraine   | 391    |
| 6    | Inde      | 325    |

## Nations participantes
505 sportifs de 67 nations ont concouru.
| - Albanie (4) - Algérie (4) - Allemagne (9) - Arabie saoudite (8) - Argentine (2) - Arménie (9) - Australie (8) - Autriche (2) - Azerbaïdjan (8) - Biélorussie (15) - Bulgarie (14) - Cameroun (2) - Canada (15) - Chine (15) - Colombie (15) - Corée du Nord (6) - Corée du Sud (15) - Croatie (1) - Équateur (3) - Égypte (13) - Espagne (15) - États-Unis (15) - Finlande (3) | - France (13) - Grande-Bretagne (6) - Grèce (5) - Guyana (1) - Hong Kong (1) - Hongrie (14) - Inde (9) - Indonésie (10) - Iran (7) - Irak (8) - Irlande (1) - Italie (15) - Japon (15) - Kazakhstan (13) - Lettonie (1) - Lituanie (4) - Mexique (7) - Micronésie (1) - Moldavie (5) - Nauru (5) - Nigeria (7) - Ouzbékistan (7) | - Papouasie-Nouvelle-Guinée (1) - Pays-Bas (1) - Pérou (2) - Pologne (15) - Porto Rico (4) - République dominicaine (4) - Tchéquie (13) - Qatar (4) - Roumanie (9) - Russie (15) - Salvador (4) - Singapour (1) - Slovaquie (4) - Suisse (2) - Syrie (4) - Taipei chinois (12) - Thaïlande (7) - Tunisie (3) - Turquie (15) - Turkménistan (4) - Ukraine (15) - Venezuela (10) |